# Puy de Baladou
Le puy de Baladou est un sommet des monts Dore dans le Massif central.

## Géographie

### Situation
Le puy est situé dans le Puy-de-Dôme sur la commune de Saulzet-le-Froid.

### Hydrographie
La Monne y prend sa source à 1 320 m d'altitude.

### Faune et flore
La végétation est marquée par un étagement altitudinal. Sur l'étage le plus élevé, on relève la présence d'éléments tels que l'Anémone des Alpes, le Sorbier nain, l'Ail victorial et le Lis martagon. Les zones humides en friche avec des bouleaux servent d'habitat au Cuivré de la bistorte. La faune aviaire indique également la présence de zones ouvertes ou semi-ouvertes en altitude, avec des espèces comme le Merle à plastron, le Busard cendré et le Pipit spioncelle.